# 茂侶神社 (松戸市)
茂侶神社（もろじんじゃ）は千葉県松戸市の神社。

## 概略と沿革
『延喜式神名帳』に記載される式内社論社である。創建年代は不明であるが、少なくとも延喜式成立以前から存在している。
同名の神社が流山市と船橋市にあるが、どれが真の式内社であるかは特定に至ってない。
江戸時代、この地に水戸藩の鷹場が置かれた関係で、徳川光圀が度々訪れており、家臣に命じて神社の由来を調べさせている。
参道には、かつて松の大木があり、アラビア数字の9の字に見えたことから「9ちゃん松」と呼ばれていたが、現存していない。

## 交通アクセス
- 京成バス千葉ウエスト行政センターバス停留所で下車、徒歩約3分
- 京成松戸線常盤平駅北口から徒歩で約27分